# 中山祐次郎
中山 祐次郎（なかやま ゆうじろう、1980年 - ）は、日本の外科医で小説家。神奈川県出身。鹿児島大学医学部を卒業後、京都大学大学院で公衆衛生学修士、福島県立医科大学大学院で博士（医学）の学位を取得。2021年10月から湘南東部総合病院外科に勤務し、消化器外科、特に大腸癌を中心とした診療と手術を行っている。

## 来歴
神奈川県に生まれ育ち、聖光学院中学校・高等学校に通った。暗記が苦手で自らを「試験強者ではなかった」と述べ、大学受験の際は2年浪人をして医学部に5回不合格となった（第一志望だった千葉大学医学部を含む）という。

### 医師としての活動
2017年、中山は福島第一原発から22kmに位置する高野病院で臨時院長を務めた。この病院は、震災後も地域医療を支えてきたが、前院長の急逝により存続の危機に直面していた。中山は外来診療や約100人の入院患者のケアを行い、診療放射線技師が不在のためレントゲンやCTの撮影を自ら担当するなど、多岐にわたる業務をこなした。この経験を通じて、地域医療の重要性や医師としての使命感を再認識した。
36歳のとき、新しい職場で最初の3ヶ月間はわずか1件の手術しか担当できず、事実上「干された」状態に置かれた。  外科医にとって手術は自己実現の場であり、手術の機会をほとんど与えられない状況に危機感を抱いた中山は、「公平な仕事の分配について」という提案書を作成。上司や同僚と対話を重ねた結果、手術を任されるようになった。その後、ロボット手術の技術を習得し、手術教科書の編集主幹や執筆という大きな成果を上げた。
2024年時点で中山は湘南医療大学の臨床教授として勤務し、大腸癌を中心とした消化器外科医としての診療と手術を行っている。また、ポリファーマシー（多剤併用）の問題に取り組むなど、患者負担を軽減する努力も行っている。(編著)『ダヴィンチ導入 完全マニュアル』メジカルビュー社、2025年、(単著)『一人で難なくこなすための　ロボット支援下結腸手術』メジカルビュー社、2025年など。

### 作家としての活動
2018年に出版された『医者の本音』で作家デビュー。この書籍では、医療現場の裏側や医師としての本音を描き、多くの共感を得た。その後、2019年には小説『泣くな研修医』を発表。新米医師の葛藤や成長をリアルに描いたこの作品はシリーズ累計で64万部を超え、2021年にはテレビドラマ化された。

## 主な著書
- 『医者の本音』（2018年、SB新書）
- 『泣くな研修医』（2019年、幻冬舎）
- 『がん外科医の本音』（2019年、SB新書）
- 『逃げるな新人外科医 泣くな研修医2』（2020年、幻冬舎文庫）
- 『走れ外科医 泣くな研修医3』（2021年、幻冬舎文庫）
- 『それでも君は医者になるのか』（2021年、日経BP）
- 『やめるな外科医 泣くな研修医4』（2022年、幻冬舎文庫）
- 『俺たちは神じゃない』（2022年、新潮文庫）
- 『悩め医学生 泣くな研修医5』（2023年、幻冬舎文庫）
- 『外科医、島へ 泣くな研修医6』（2024年、幻冬舎文庫）
- 『救いたくない命：俺たちは神じゃない2』（2024年、新潮文庫）
- 『迷うな女性外科医 泣くな研修医7』（2024年、幻冬舎文庫）
- 『医者の父が息子に綴る 人生の扉をひらく鍵』（2024年、幻冬舎）
- 『恥をかかない5年目までのコンサルト〈増補版〉 この一冊、10年使えます！』（2024年、医学書院）